# Laurențiu-Viorel Gîdei
Laurențiu-Viorel Gîdei (n. 21 august 1976, Târgu Bujor, România) este un deputat român, ales în 2020 din partea PSD. 